# Радикална партия (Франция)
Вижте пояснителната страница за други значения на Радикална партия.
Радикалната партия (на френски: Parti Radical) е центристка либерална политическа партия във Франция.
Основана е през 1901 година и е най-старата функционираща партия в страната. Първоначално водеща партия в лявата част на политическия спектър, партията постепенно заема по-десни позиции и от 70-те години е съюзник на Съюза за френска демокрация, а по-късно на Съюза за народно движение.
На парламентарните избори през юни 2012 година Радикалната партия получава 6 места в долната камара на парламента.